# Héctor Fort
Héctor Fort García (* 2. August 2006 in Barcelona) ist ein spanischer Fußballspieler, der aktuell beim FC Barcelona in der Primera División spielt.

## Karriere

### Verein
Fort fing im Alter von fünf Jahren an, beim PB Anguera zu spielen. Im Alter von sieben Jahren stieß Fort zum FC Barcelona, bei welchem er in der Saison 2023–2024 am 6. Juni 2023 in einem Freundschaftsspiel gegen Vissel Kōbe sein Profidebüt gab. Für die zweite Fußball-Herrenmannschaft des FC Barcelona, den FC Barcelona Atlètic, debütierte Fort am 28. August 2023 zum Saisonauftakt der Primera Federación gegen den SD Logroñés.
Am 28. Mai 2024 wurde Forts Vertrag beim FC Barcelona bis zum 30. Juni 2026 verlängert. Sein Vertrag beim FC Barcelona Atlètic wurde am 1. Juli 2024 mit einer zweijährigen Restlaufzeit aufgelöst.

### Nationalmannschaft
Fort debütierte am 21. September 2021, im Alter von 15 Jahren, für die spanische U16-Nationalmannschaft, für die er bis 2023 an acht Spielen teilnahm. Er transferierte daraufhin zur spanischen U17-Nationalmannschaft, für die er an 13 Spielen teilnahm. Seit dem 20. März 2024 ist Fort für die spanische U19-Nationalmannschaft, für die er bisher (Stand: 1. November 2024) an sechs Spielen teilnahm.

## Titel
- Spanischer Meister: 2025
- Spanischer Pokalsieger: 2025